# John Butler (cónego)
John Butler DD (falecido em 1682) foi um cónego de Windsor de 1669 a 1682.

## Carreira
Ele foi educado no Trinity College, Cambridge.
Ele foi nomeado:
- Capelão do Príncipe Rupert
- Capelão do rei Carlos II
- Reitor de Hartley Westpall

Ele foi nomeado para a décima segunda bancada na Capela de São Jorge, Castelo de Windsor em 1669, e manteve a posição até 1682.